# Minas de pasión
Minas de pasión est une telenovela mexicaine produite par Televisa et diffusée entre le 21 août 2023 et le 14 janvier 2024 sur Las Estrellas.

## Synopsis
Emilia Sánchez est une mère célibataire et résiliente qui travaille dans une mine, où elle rencontre Leonardo Santamaría, le fils de la femme la plus puissante de la ville, Roberta Castro. Emilia et Leonardo tombent amoureux, déclenchant la fureur de Roberta. Lorsque Roberta découvre qu'Emilia a révélé ses méfaits, elle cherche à se venger pour rendre la vie d'Emilia misérable et la détruire. Emilia survit aux épreuves mais se retrouve avec le cœur brisé, persuadée que Leonardo l'a trahie.
Lorsque tout le monde croit qu'Emilia est morte, elle retourne en ville pour récupérer son fils et demander justice. Elle fera payer à chacun de ses ennemis le mal qu'ils lui ont infligé, découvrant que l'amour est son seul salut.

## Distribution
- Livia Brito : Emilia Sánchez
- Osvaldo de León : Leonardo Santamaría Castro
- Anette Michel : Roberta Castro
- Alejandro Camacho : Julián Sánchez «El Tigre»
- Cynthia Klitbo : Zaira Pérez
- Karyme Lozano : Aleida Cervantes
- Sylvia Sáenz : Sara Quintana Gómez
- Rodrigo Murray : Adalberto Quintana
- Carlos Gatica : Sebastián Martínez
- Rodrigo Brand : Danilo Betancourt
- Omar Germenos : Fidel Roldán de la Fuente
- Mayra Rojas : Joaquina Castro
- Alma Cero : Gilberta «Gigi» Gómez
- Lizy Martínez : Jennifer Quintana Gómez
- Moisés Peñaloza : Orlando Roldán Cervantes
- Adolfo de la Fuente : Mauricio Santamaría Castro
- Michelle Orozco : Miriam «Mimi» García
- Melissa Lee : Fátima
- Arturo Posada : el comandante Ezequiel
- Raúl Orvañanos : Patricio Lazcano
- Priscila Solorio : Flor
- Iker García : Nicolás Sánchez Guzmán
  - Andrés Ruanova : Nicolás Sánchez Guzmán (jeune)
- Edward Castillo : Gael Sánchez Pérez
  - Lukas Urkijo : Gael (jeune)
- Valeria Burgos : María José Villamizar
  - Arianna Valh : María José Villamizar (jeune)
- César Évora : Ignacio Villamizar

## Production

### Développement
En mars 2023, il a été rapporté que TelevisaUnivision produirait un remake de la télénovela américaine de 2013 : La Patrona avec Pedro Ortiz de Pinedo comme producteur exécutif.
Le 11 mai 2023, Pedro Ortiz de Pinedo a annoncé que Minas de pasión serait le titre officiel de la série.
Le 16 mai 2023, la série a été annoncée lors du lancement de TelevisaUnivision pour la saison télévisée 2023-2024.
Le tournage de la série a commencé le 25 mai 2023,.

### Distribution des rôles
Le 24 mars 2023, Osvaldo de León a été annoncé comme rôle principal.  
Le 14 avril 2023, Alejandro Camacho rejoint le casting dans le rôle d'El Tigre.  
Le 12 mai 2023, il a été annoncé que Livia Brito jouerait le rôle principal aux côtés de de León et une liste complète des acteurs confirmés a été publiée.
Ariadne Díaz a été initialement considérée pour le rôle principal cependant, elle a rejeté le rôle pour des raisons personnelles.

## Diffusion
- Las Estrellas (2023)
- Univision (2023)

## Autres versions
- La dueña (1984)
- Dueña y señora (2006)
- La patrona (2013)
- Santa Bárbara (2015)
- O Outro Lado do Paraíso (2017)